# Murilo
Murilo – miasto w Mikronezji, w stanie Chuuk. Według danych szacunkowych na rok 2012 liczyło 716 mieszkańców